# Rinspeed

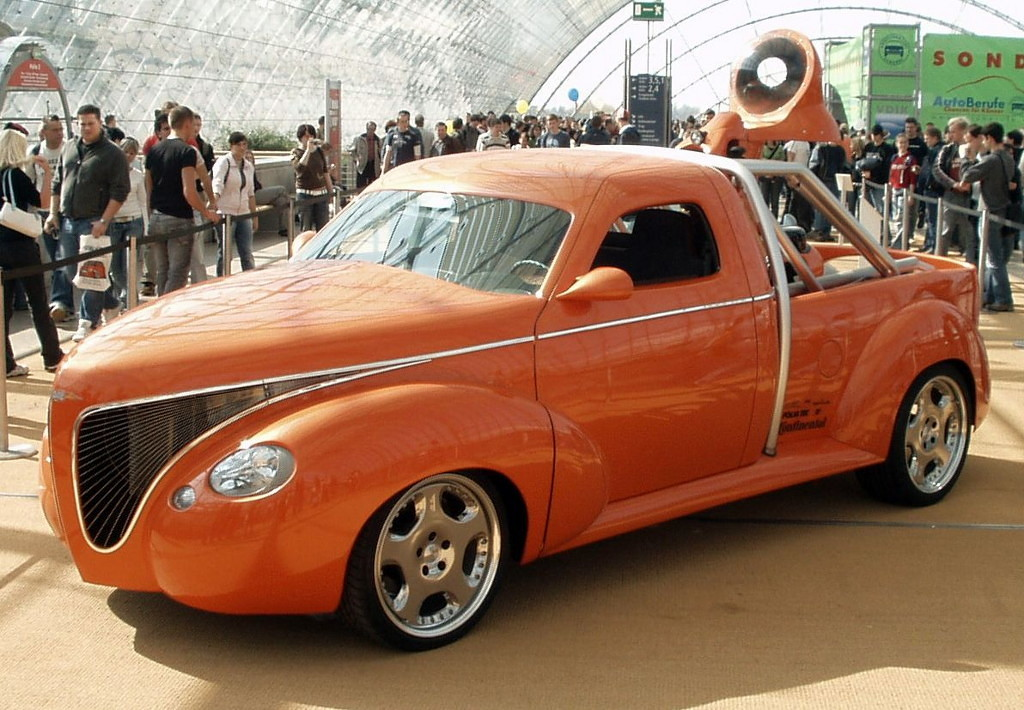
Foto do Rinspeed Tatooo.com

A Rinspeed é uma empresa suíça especializada em tuning e design automotivo.  A companhia foi fundada em 1979 por Frank Rinderknecht.

## Carros conceito

### Splash
O Rinspeed Splash é um conceito de veículo anfíbio com design hydrofoil capaz de 45  nós na água ou quase 200 km/h em terra. Impelido por um turbo de 750 cc de dois cilindros turbo-carregados e motor à queima de gás natural que fornece 140 hp (100 kW) a 7000 rpm e pesando apenas 825 kg, este veículo estranho pode acelerar de 0 a 100 km/h em apenas 5,9 segundos. Estreou no Salão Automóvel de Genebra de 2004. O Splash foi apresentado em um episódio de Top Gear . Em 2006, estabeleceu um recorde para atravessar o Canal Inglês em um carro hidroelétrico, fazendo a viagem em 3 horas e 14 minutos.

### iChange
O iChange é um conceito de carro que muda de forma e configuração com base na quantidade de passageiros dentro, até três. Foi inaugurado em 2009 Geneva Motor Show. As características do carro são controladas por um Apple iPhone e são alimentadas por um motor elétrico a 150 kW. O iChange tem uma velocidade de 0-100 km/h (62 mph) de pouco mais de 4 segundos e atinge a velocidade máxima de 136 mph (219 km/h).

## Outroscarros conceito
- Rinspeed Advantige Rone
- Rinseped Chopster
- Rinspeed Cyan
- Rinspeed E-Go Rocket
- Rinspeed Mono Ego
- Rinspeed Presto
- Rinspeed Roadster R + SC-R
- Rinspeed Senso
- Rinspeed Speed-Art
- Rinspeed Tatooo.com
- Rinspeed Veleno
- Rinspeed X-Trem
- Rinspeed Yello Talbo
- Rinspeed zaZen
- Rinspeed Splash
- Rinspeed Bedouin
- Rinspeed sQuba
- Rinspeed iChange
- Rinspeed UC